# 林肯縣 (明尼蘇達州)
林肯縣（英語：Lincoln County）是美國明尼蘇達州西南部的一個縣，西鄰南達科他州。面積1,420平方公里。根據美國2000年人口普查，共有人口6,429。縣治艾凡荷 (Ivanhoe)。
成立於1872年12月5日。縣名紀念第十六任總統亞伯拉罕·林肯。